# Zsennye
Zsennye község Vas vármegyében, a Szombathelyi járásban. Kis- és Nagyzsennye 20. század eleji egyesüléséből jött létre.

## Fekvése
A Rába mentén, a Sorok-patak torkolatánál fekszik. Csak három települési szomszédja van: északkelet felől Rum, délnyugat felől Püspökmolnári, északnyugat felől pedig Rábatöttös.

### Megközelítése
Közigazgatási területén áthalad a Rábahídvégtől Sárvárig vezető 8701-es és a Rumtól Szentlérántig húzódó 8702-es út is, de központján csak a két utat összekötő 87 102-es számú mellékút halad keresztül.
Az ország távolabbi részei felől a 8-as, majd a 87-es főúton közelíthető meg a legegyszerűbben, utóbbiról Rumnál kell letérni délnyugat felé.
Vasútvonal nem érinti, a legközelebbi vasúti csatlakozási lehetőség a Szombathely–Nagykanizsa-vasútvonal Püspökmolnári vasútállomása, mintegy 7,5 kilométerre délnyugatra.

## Nevének eredete
Neve a régi magyar Synnie személynévből származik, ennek eredete a Semjén (Simon) személynév.

## Története
1237-ben Sennye néven említik először. Határában római villa nyomai és honfoglalás kori ékszerek kerültek elő. Savaria szomszédságában, a Rábán átkelőhely volt a római korban, a mai Zsennye kastélytól, háromszáz lépésre, ahonnan egy padlómozaik is előkerült.
A település legrégibb, mondhatni „ősi” épülete a műemlék jellegű Sennyey-Bezerédj-Békássy-kastély (lásd Zsennyei Alkotóház). Helyén már a XIII. században a templomos lovagok kolostora állt. A XVII. században Sennyey István veszprémi püspök lesz, öccsei Ferenc kallói várkapitány, László jezsuita, nagyszombati rektor (római útinaplói fennmaradtak), míg Albert, akin elsőként ütközik ki a később többeknél megjelenő ideggyengeség, 1675-ben visszatér Zsennyére, és bővíttetni kezdi a kastélyt. Az agyonvert kallói kapitány menye, Gyöngyösi Nagy Sára barokk stílusban építtette át a már akkor is fehér kastélyt, továbbá a Szent Cecília-templomot állíttatta helyre, ahol 1771-ben Dorfmeister készítette el a freskót. A család az építkezésektől évtizedekre eladósodott. A következő nemzedékben Antal már újra nagyobb vagyonnal rendelkezett, bátyja, János botrányos körülmények között vette feleségül saját unokatestvérét, Sennyey Annamáriát. Antal fia, Károly 1829-ben kártyaadóságba keveredett, a kastélyt el kellett adnia. A legenda szerint Sennyei Antalt megütötte a guta, fia azonban később szerencsésen nősült, és gazdag birtokos lett Pácinban.
A kastély 1829-ben került a Bezerédj család birtokába. 1830–40 között Bezerédj Elek – valószínűleg angliai botanikai tanulmányainak hatására – alakította ki a park maihoz hasonló jellegét. A terület egy része angol tájképi stílusú kert lett, másik részén meghagyták az eredeti ártéri ligeterdőt, és a park természetes határa a bővizű Sorok-patak lett. Bezerédj Elek megalapozta a később tízezresre duzzadó könyvtárat, Bécsből és Párizsból hozatott fákat, s a kereszt jegyében megkettőzte a kastélyt, 1867-ben. Lányát, az emancipálódott Emmát, Békássy vette el, hat gyermekük született.
Békássy Ferenc, e gyermekek egyike 1912-ben, levelében számol be 1550-eshez hasonlatos viharról: „Letarolt, elpusztított Sennyét hagytam magam után. Miután megkaptam és mielőtt elolvastam volna leveled, jégeső esett. Másfél hüvelyknyi jégdarabok zuhogtak. Tíz percig tartott az egész. Már az első percben, mintha ágyúval lőtték volna, betört az összes ablak; a tető jó pár hüvelykkel lejjebb csúszott mindkét oldalon, széles repedést hagyva a tetőgerincen; pár embert, aki kinn dolgozott a mezőn, hordágyon kellett utána hazavinni. A fák lombtalanok, letaroltak, kérgük hosszú csíkokban lógott a fákról. A föld tele volt letépett lombokkal, gyümölccsel, tetőpalával és roncsokkal – mindez melodrámaian hangzik, de szörnyű volt és megzavart, és haragos méltatlankodást keltett bennem.”
(1915-ben elesett, apja lovastul temettette a kastély menti Borjús-kertbe.)
1925-ben a kertész három karkötőt talált, és mint egy idevonatkozó régészeti tanulmányban megjegyzik:„A zsennyei kincs karperecei skandináviai kincsleletekben gyakoriak, néha a szlávok lakta területeken is előfordulnak. Oroszország délibb területein antik előképek nyomán készülhettek a X–XI. században.” Ugyanebben az évben Keynes közgazdász táblát avatott Cambridge kápolnájában fiatalon elhunyt barátjának, Békássy Ferencnek, továbbá Virginia Woolf kiadja Londonban angol verseinek gyűjteményét, az Adriaticát.

## Közélete

### Polgármesterei
- 1990–1994: Cser Miklós (független)[3]
- 1994–1998: Szép Miklós (független)[4]
- 1998–2002: Szép Miklós (független)[5]
- 2002–2006: Szilvágyi József (független)[6]
- 2006–2010: Szilvágyi József (független)[7]
- 2010–2014: Szilvágyi József (független)[8]
- 2014–2019: Szilvágyi József (független)[9]
- 2019–2024: Keresztesné Szilvágyi Hajnalka (független)[10]
- 2024– : Keresztesné Szilvágyi Hajnalka (független)[1]

## Népesség
A település népességének változása:
| Lakosok száma | 98   | 95   | 90   | 90   | 88   | 101  | 107  |
|               | 2013 | 2014 | 2015 | 2021 | 2022 | 2023 | 2024 |

A 2011-es népszámlálás során a lakosok 93,8%-a magyarnak, 4,2% németnek mondta magát (4,2% nem nyilatkozott; a kettős identitások miatt a végösszeg nagyobb lehet 100%-nál). A vallási megoszlás a következő volt: római katolikus 70,8%, evangélikus 4,2%, református 5,2%, izraelita 1%, felekezet nélküli 9,4% (9,4% nem nyilatkozott).
2022-ben a lakosság 94,3%-a vallotta magát magyarnak, 3,4% németnek, 4,5% egyéb, nem hazai nemzetiségűnek (4,5% nem nyilatkozott; a kettős identitások miatt a végösszeg nagyobb lehet 100%-nál). Vallásuk szerint 38,6% volt római katolikus, 6,8% református, 3,4% evangélikus, 1,1% egyéb keresztény, 5,7% felekezeten kívüli (43,2% nem válaszolt).

## Nevezetességei

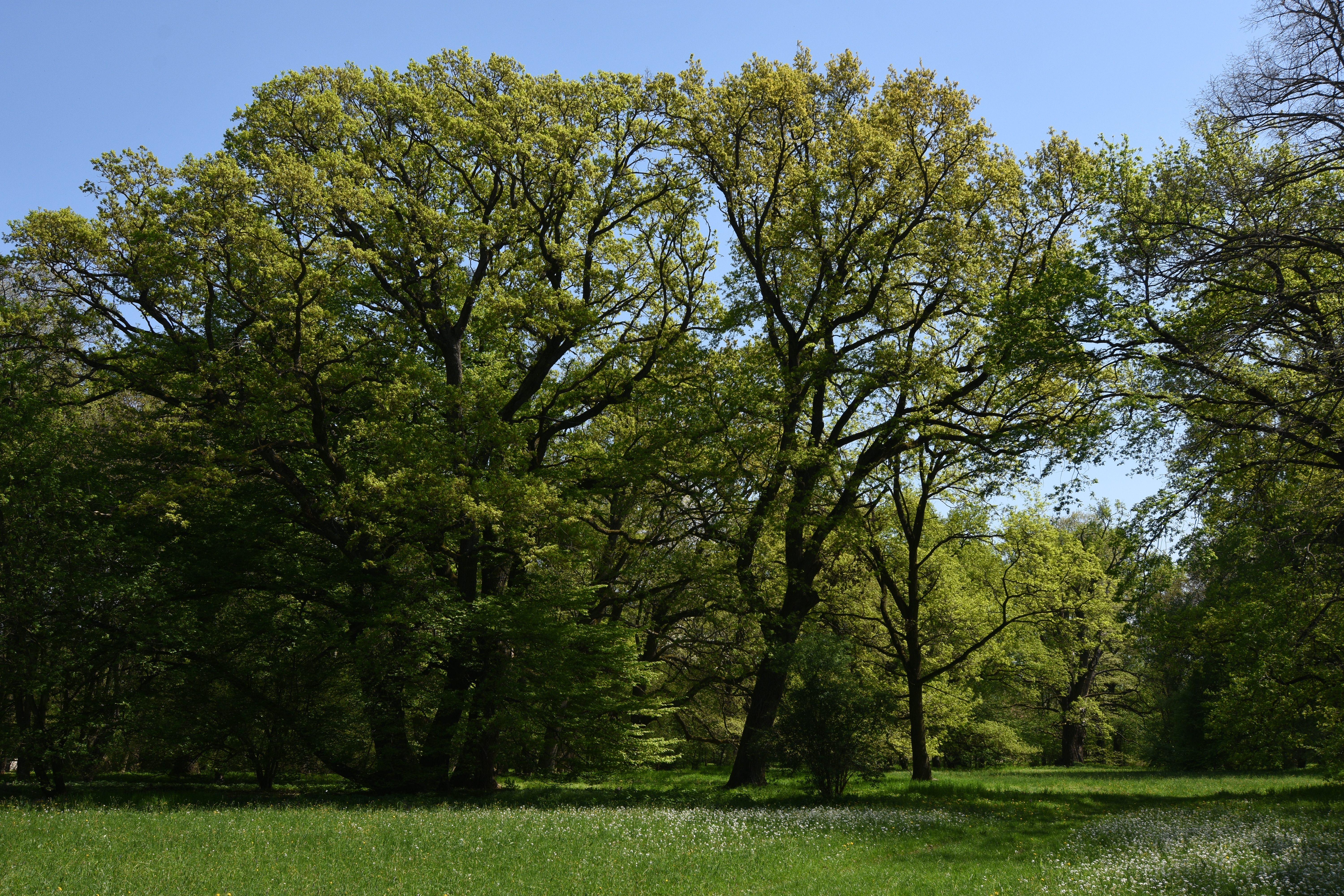
Bezerédi-kastélypark

- Bezerédy-kastély (művésztelep). A kastély a 18. században a hagyomány szerint eredetileg kolostornak épült, a török időkben erődítményként szolgált. Ma a Zsennyei Alkotóház működik benne. Felújítása 2013 végén kezdődött, amelyhez a Nemzeti Kulturális Alap 120, a Miniszterelnökség 80, a Magyar Alkotóművészeti Közhasznú Nonprofit (MANK) Kft. pedig további 80 millió forint támogatást adott. 2014. december végén adták át. Az épület új tetőt és vízálló homlokzatot kapott. Zeneterme felső világítóablakokkal és hangszigetelt ajtóval immár komolyzenei próbákra is alkalmas. Megújult a kastély 16 hektáros ősfás parkja is. Presser Gábor és Sztevanovity Dusán 1986 nyarán itt írta meg A padlás című musicalt.
- A falu római katolikus temploma 1801-ből való.
- A falu határában természetvédelem alatt álló több száz éves kocsányos tölgy áll, amelyet az ország legöregebb fájának tartottak, amíg egy vihar 2006-ban el nem pusztította. Magassága 23 méter volt, kerülete meghaladta a tíz métert.

## Híres emberek
- Itt született és itt van eltemetve Békássy Ferenc (1893-1915) költő, író, esszéista.
- Itt született 1940. május 9-én Fábián László író, költő, esztéta.
- Itt halt meg Bezerédj György 1863 szeptember 23-án.
- Itt alkotott nyaranként (1931 és 1981 közt) Molnár C. Pál festő és grafikus.